# Музей археології й етнографії (Уфа)
Музей археології та етнографії Інституту етнологічних досліджень імені Р. Г. Кузеєва Уфимського наукового центру РАН — державний музей в місті Уфі, що функціонує при академічним науковій установі, яка присвячена археології та етнографії Південного Уралу. Заснований музей у 1976 році при Інституті історії, мови і літератури УНЦ РАН. Музей розташований у Будинку О. О. Поносової-Молло, який є пам'яткою архітектури та містобудування початку XX століття.

## Історія
Ініціатором створення в Уфі академічного Музею археології та етнографії виступив відомий учений-етнолог, доктор історичних наук, член-кореспондент РАН Раїль Кузеєв. Рішення про організацію музею було прийнято 20 січня 1976 року, і вже через кілька років, в 1980 році Музей був відкритий для відвідувачів.
Із 1999 року Музей археології та етнографії діє у складі Інституту етнологічних досліджень імені Р. Г. Кузеєва Уфимського наукового центру Російської академії наук (ІЕД УНЦ РАН).

## Колекція
Академічний музей є сховищем археологічних, етнографічних та антропологічних колекцій, зібраних під час наукових експедицій. У ньому зосереджені найбагатші збірки за всіма періодами стародавньої та середньовічної історії Південного Уралу, в тому числі знаменита колекція Філіповських курганів «Золото сарматів», накопичені цінні матеріали по культурі та побуті народів краю.
Музейні колекції є базою для проведення фундаментальних археологічних і етнологічних досліджень.
Із 2012 року експозиція Музею повністю доступна для всіх користувачів інтернету в форматі 3D на офіційному сайті Інституту етнологічних досліджень ім. Р. Г. Кузеєва УНЦ РАН.